# معركة سيرو موريانو
وقعت معركة سيرو موريانو اثناء الحرب الأهلية الإسبانية سنة 1936.

## الموقع
سيرو موريانو هي قرية تقع حاليًا ضمن حدود بلدية قرطبة وأوبيخو في مقاطعة قرطبة.

## الأحداث
جرت تلك المعركة في أعقاب هجوم قرطبة في أغسطس واستمرت يومي 5 و 6 سبتمبر 1936. فبعد حصار دام 36 ساعة اجتاح النظاميون وقوات الفيلق الإسباني مواقع الجمهورية لطابور الجنرال مياخا، مما أسفر عن سقوط العديد من القتلى.
اشتهرت المعركة بسبب صورة «رجل الميليشيا الساقط» التي التقطها روبرت كابا، وهي الصورة التي سعت إلى تمثيل المصير المأساوي للجمهورية الإسبانية.